# Wybrzeże Kości Słoniowej na Letnich Igrzyskach Paraolimpijskich 1996
Wybrzeże Kości Słoniowej na Letnich Igrzyskach Paraolimpijskich 1996 w Atlancie reprezentowało dwóch mężczyzn, startujących w lekkoatletyce. Był to debiut reprezentacji Wybrzeża Kości Słoniowej na igrzyskach paraolimpijskich. 
Dwa złote medale zdobył Oumar Kone, dzięki któremu reprezentacja Wybrzeża Kości Słoniowej zajęła 42. miejsce w klasyfikacji medalowej tych igrzysk (ex aequo z Panamą). Pod względem wartości zdobytych medali był to najlepszy występ sportowców znad Zatoki Gwinejskiej (stan po igrzyskach w 2016 roku).

## Wyniki

### Lekkoatletyka
Mężczyźni
| Zawodnik           | Konkurencja                 | Eliminacje | Eliminacje | Półfinał | Półfinał | Finał    | Finał   | Źródło |
| Zawodnik           | Konkurencja                 | Rezultat   | Miejsce    | Rezultat | Miejsce  | Rezultat | Miejsce | Źródło |
| ------------------ | --------------------------- | ---------- | ---------- | -------- | -------- | -------- | ------- | ------ |
| Oumar Kone         | bieg na 400 metrów T42–T46  | —          | —          | 52,32    | 2        | 50,23    | złoto   | [ 3 ]  |
| Oumar Kone         | bieg na 800 metrów T44–T46  | —          | —          | 1:59,36  | 1        | 1:55,45  | złoto   | [ 4 ]  |
| Oumar Kone         | bieg na 1500 metrów T44–T46 | —          | —          | —        | —        | 4:12,18  | 4       | [ 5 ]  |
| Gaston Tra Bi Yaly | bieg na 100 metrów T10      | —          | —          | 12,48    | 4        | NQ       | NQ      | [ 6 ]  |
| Gaston Tra Bi Yaly | bieg na 200 metrów T10      | 24,42      | 2          | 25,24    | 3        | NQ       | NQ      | [ 7 ]  |
| Gaston Tra Bi Yaly | bieg na 400 metrów T10      | —          | —          | 56,81    | 2        | NQ       | NQ      | [ 8 ]  |